# Craig Fairbrass
Craig Fairbrass (Mile End, Londres, 6 de mayo de 1964) es un actor británico, más conocido por haber interpretado a Dan Sullivan en la serie EastEnders.

## Biografía
Es hijo de Maureen y Jack Fairbrass.
Craig está casado con la modelo Elke Kellick, la pareja tiene dos hijos Jack Fairbrass y Luke Fairbrass.

## Carrera
En 1995 se unió al elenco de la película Proteus donde interpretó al agente encubierto Alex.
El 7 de junio de 1999 se unió al elenco de la exitosa serie británica EastEnders donde interpretó a Daniel "Dan" Sullivan hasta el 16 de agosto de 2001, después de que su personaje decidiera marcharse de la calle por problemas con la ley.
En 2008 se unió al elenco de la película The Bank Job donde interpretó a Nick Barton, un detective corrupto.

## Filmografía
Series de televisión:
| Año         | Título                                  | Papel              | Notas                            |
| ----------- | --------------------------------------- | ------------------ | -------------------------------- |
| 2023        | One Piece                               | chef Zeff          | 3 episodios                      |
| 2013        | Metal Hurlant Chronicles                | Timarek            | episodio "Three on a Match"      |
| 2008        | Terminator: The Sarah Connor Chronicles | Fake Sarkissian    | episodio "What He Beheld"        |
| 2007        | The Unit                                | Devon Burke        | episodio "Side Angle Slide"      |
| 2007        | Stargate SG-1                           | Arkad              | episodio "Talion"                |
| 2006        | Dream Team                              | Terry Rose         | episodio "War of the Roses"      |
| 2004        | The Courtroom                           | Steven Smith       | episodio "Twice Bitten"          |
| 2001        | Patrick Kielty... Almost Live!          | -                  | -                                |
| 1999 - 2001 | EastEnders                              | Dan Sullivan       | 125 episodios                    |
| 1999        | An Unsuitable Job for a Woman           | Jason              | episodio "Living on Risk"        |
| 1999        | Soldier of Fortune, Inc.                | John Harkin        | episodio "Figure Eight"          |
| 1998        | The Bill                                | Steve André        | episodio "All for One"           |
| 1998        | Duck Patrol                             | Hero               | 7 episodios                      |
| 1992        | The Return of Shelley                   | Darth              | episodio "Accountants and Zulus" |
| 1990        | London's Burning                        | Técnico            | 4 episodios                      |
| 1987        | Three Up, Two Down                      | Hombre en la Playa | episodio "Come Sail with Me"     |
| 1986        | Emmerdale Farm                          | Hombre Gitano      | episodio # 1.1089                |
| 1984        | Big Deal                                | Nev                | episodio "Fighting Chance"       |
| 1980        | Shelley                                 | Darth              | episodio "May the Best Man Win"  |

Películas:
| Año  | Título                       | Personaje                     | Notas                                                                                                 |
| ---- | ---------------------------- | ----------------------------- | --- |
| 2015 | Shadows from the Sky         | Martin Stone                  | junto a Talia Shire, John Rhys-Davies, Sean Bean & Yvonne Strahovski                                  |
| 2014 | The Hooligan Factory         | Mickey                        | |
| 2013 | The Outsider                 | Lex Walker                    | - |
| 2013 | It's a London Thing          | Jack London                   | junto a Steven Berkoff                                                                                |
| 2013 | Bula Quo!                    | Simon                         | junto a Jon Lovitz, Laura Aikman & Matt Kennard                                                       |
| 2012 | Saving Santa 2012            | Mercenario                    | junto a Martin Freeman, Tim Curry, Joan Collins & Pam Ferris                                          |
| 2012 | Get Lucky                    | Sebastian                     | junto a Luke Treadaway, James Cosmo, Jason Maza, Terry Stone & T.J. Ramini                            |
| 2012 | Deranged                     | Anthony                       | junto a Natalia Celino, Victoria Broom & Marcia Do Vales                                              |
| 2012 | Vikingdom                    | Sven                          | junto a Dominic Purcell, Natassia Malthe, Conan Stevens & Jesse Moss                                  |
| 2012 | St George's Day              | Ray Collishaw                 | junto a Charles Dance, Luke Treadaway, Dexter Fletcher, Ashley Walters, Keeley Hazell & Vincent Regan |
| 2012 | Hijacked                     | Bruce Lieb                    | junto a Dominic Purcell, Vinnie Jones, Randy Couture & Holt McCallany                                 |
| 2011 | House of the Rising Sun      | Charlie Blackstone            | junto a Dave Bautista, Amy Smart, Danny Trejo & Dominic Purcell                                       |
| 2010 | Meet Pursuit Delange         | Sam Walters                   | corto - junto a James Callis, Robert Portal & Anya Lahiri                                             |
| 2010 | Freight                      | Jed                           | junto a Billy Murray & Natalie Anderson                                                               |
| 2010 | Dead Cert                    | Freddy "Dead Cert" Frankham   | junto a Jason Flemyng, Janet Montgomery, Dexter Fletcher, Danny Dyer, Steven Berkoff & Billy Murray   |
| 2010 | Devil's Playground           | Cole                          | junto a Jaime Murray, Danny Dyer, MyAnna Buring, Sean Pertwee, Colin Salmon & Shane Taylor            |
| 2010 | The Road to Vengeance        | -                             | corto - junto a MyAnna Buring, Jason Flemyng, Christopher Hatherall & Art Malik                       |
| 2010 | Just for the Record          | Malcolm "Mental Fists" Wickes | junto a Steven Berkoff, Danny Dyer, Joe Egan & Jamie Foreman                                          |
| 2010 | The Shouting Men             | Tony                          | junto a Warren Llambias, Matt Daniel-Baker & Dudley Sutton                                            |
| 2009 | 31 North 62 East             | Major Paul Davidson           | junto a Heather Peace, Lee Godfrey, Aurélie Bargème & John Rhys-Davies                                |
| 2008 | Far Cry                      | Jason Parker                  | junto a Til Schweiger, Emmanuelle Vaugier, Natalia Avelon, Udo Kier & Ralf Moeller                    |
| 2008 | The Bank Job                 | Nick Barton                   | junto a Jason Statham, Saffron Burrows, Stephen Campbell Moore & Daniel Mays                          |
| 2007 | Rise of the Footsoldier      | Pat Tate                      | junto a Emily Beecham, Billy Murray, Ricci Harnett, Terry Stone & Dhaffer L'Abidine                   |
| 2007 | White Noise 2: The Light     | Henry Caine                   | junto a Nathan Fillion, Katee Sackhoff & Adrian Holmes                                                |
| 2007 | Twins                        | Abogado                       | corto - junto a Ronnie Álvarez, Randall Bosley & Trinity Brooks                                       |
| 2007 | Messiah                      | Frazer                        | - |
| 2005 | The Long Weekend             | Frank                         | junto a Chris Klein, Brendan Fehr, Chandra West, Paul Campbell & Cobie Smulders                       |
| 2005 | Hard Sell Short              | Danny Bleak                   | cortometraje                                                                                          |
| 2004 | Se sarà luce sarà bellissimo | Brigatista                    | junto a Roshan Seth, Steffan Boje & Edoardo Sala                                                      |
| 2002 | The Great Dome Robbery       | Ray Betson                    | junto a George Innesm Terry Bird & Gerard Monaco                                                      |
| 2001 | Weak at Denise               | Roy                           | junto a Bill Thomas, Chrissie Cotterill & Tilly Blackwood                                             |
| 1998 | Killing Time                 | Detective Robert Bryant       | junto a Nigel Leach, Kendra Torgan & Peter Harding                                                    |
| 1996 | Darklands                    | Frazer Truick                 | junto a Jon Finch, Rowena King & Roger Nott                                                           |
| 1995 | Proteus                      | Agente Alex                   | junto a Jennifer Calvert, Robert Firth, Margot Steinberg & Ricco Ross                                 |
| 1995 | Galaxis                      | Lord Tarkin                   | junto a Brigitte Nielsen, Richard Moll, Sam Raimi & John H. Brennan                                   |
| 1994 | Beyond Bedlam                | Terry Hamilton                | junto a Elizabeth Hurle, Keith Allen, Anita Dobson & Craig Kelly                                      |
| 1993 | Cliffhanger                  | Delmar                        | junto a Sylvester Stallone, John Lithgow, Michael Rooker, Janine Turner & Caroline Goodall            |
| 1992 | Prime Suspect 2              | Detective Frank Burkin        | junto a Helen Mirren, Colin Salmon & John Benfield                                                    |
| 1991 | Prime Suspect                | Detective Frank Burkin        | junto a Helen Mirren, Tom Bell, Zoë Wanamaker & Tom Wilkinson                                         |
| 1990 | The Final Frame              | Franklin                      | junto a Nick Reding, James Aubrey & Zoot Money                                                        |
| 1989 | Tank Malling                 | Jackie                        | junto a Ray Winstone, Amanda Donohoe, Glen Murphy & Jason Connery                                     |
| 1988 | For Queen & Country          | Challoner                     | junto a Denzel Washington, Dorian Healy, Sean Chapman, Graham McTavish & Bruce Payne                  |
| 1988 | Soursweet                    | Conductor                     | junto a Jim Carter, Sylvia Chang, Danny Dun & Jodi Long                                               |
| 1984 | Real Life                    | Novio                         | junto a Rupert Everett, Cristina Raines, Catherine Rabett & James Faulkner                            |

Videojuegos:
| Año  | Título                         | Personaje    | Notas                           |
| ---- | ------------------------------ | ------------ | ------------------------------- |
| 2018 | Battlefield V                  | George Mason | prestó su voz para el personaje |
| 2011 | Call of Duty: Modern Warfare 3 | Wallcroft    | prestó su voz para el personaje |
| 2009 | Call of Duty: Modern Warfare 2 | Ghost        | prestó su voz para el personaje |
| 2007 | Call of Duty 4: Modern Warfare | Gaz          | prestó su voz para el personaje |

Productor y escritor:
| Año  | Título              | Notas                |
| ---- | ------------------- | -------------------- |
| 2013 | It's a London Thing | productor & escritor |
| 1994 | Beyond Bedlam       | entrenador de lucha  |

Apariciones:
| Año  | Título           | Notas                                             |
| ---- | ---------------- | ------------------------------------------------- |
| 2001 | Behind the Music | presentador - episodio "Pop Stars Behaving Badly" |